# Rue du Texel
Pour les articles homonymes, voir Texel.
La rue du Texel, précédemment « rue du Moulin-de-Beurre » et « rue Saint-Médard », est une voie publique du 14e arrondissement de Paris, en France. 

## Situation et accès
Située dans le quartier de Plaisance, la rue du Texel commence place de Catalogne et s’achève au 22, rue Raymond-Losserand. Elle est orientée nord-ouest sud-est et parallèle aux rues du Château (à l'ouest) et Jules-Guesde (à l'est).

## Origine du nom
Le nom qui lui a été attribué en 1877 fait référence à l'île du Texel, située aux Pays-Bas, lieu de deux victoires militaires françaises :
- la bataille du Texel, une bataille navale qui a lieu le 29 juin 1694, remportée par Jean Bart ;
- la capture de la flotte hollandaise au Helder, en 1795, par la cavalerie française du 8e régiment de hussards et le 15e régiment d’infanterie légère.

## Historique
L'actuelle rue du Texel résulte de la réunion de deux voies distinctes du territoire de l'ancienne commune de Vaugirard : la rue du Moulin-de-Beurre et la rue Saint-Médard. Après l'annexion de Vaugirard à Paris en 1860, elles furent classées dans la voirie parisienne en 1863, puis renommées en 1877. 
Avant la guerre de 1914-1918, la rue Texel s’ouvrait seulement rue Vercingétorix.[pas clair] La première portion de la rue du Moulin-de-Beurre que recouvre aujourd'hui la place de Catalogne, figure encore sur le cadastre de 1912. 

## Dans la littérature
Gérard de Nerval fait une description de l’ambiance du cabaret de la mère Saguet dans Mémoires d’un parisien.

## Bâtiments remarquables et lieux de mémoire
- No 4 : siège de la Haute Autorité pour la diffusion des œuvres et la protection des droits sur internet.
- Nos 5 et 7 : ancien emplacement, rue du Moulin-de-Beurre, près du moulin éponyme, du cabaret de la mère Saguet, lieu de rendez-vous des libéraux sous la Restauration (Béranger, Hugo, Lamartine, Thiers)[3]. Le Moulin-de-Beurre figure sur les plans de Roussel (1731), de Deharme (1763) et de la seigneurie de Vanves (1784). Il a été détruit en 1881[4].
- No 7 : annexe de l'hôpital Léopold-Bellan, détruite en 2016.
- No 9 : L'ancienne église Notre-Dame de Vaugirard ou église de l'Assomption de Vaugirard était située dans la rue du Moulin-de-Beurre[5].    Les paroissiens de ce quartier se plaignaient de l’éloignement de l’église paroissiale, l’église Saint-Lambert de Vaugirard. Ils obtinrent l’autorisation de fonder une chapelle, la chapelle de l’Assomption,  dans une maison louée. En 1885, elle est aménagée en église de 18 mètres de long sur 8 mètres de large. Napoléon III fit don d’une cloche prise à Sébastopol. L’édifice est détruit en 1904[6].